# Fietsersbond (België)
De Fietsersbond is in België een belangenvereniging voor fietsers in Vlaamse en Brusselse gemeentes. Deze lobbygroep propageert de fiets als logische mobiliteitskeuze op gemeentelijk, regionaal, federaal en Europees niveau. Ze werkt nauw samen met GRACQ - Les Cyclistes Quotidiens (de Franstalige organisatie voor Belgische fietsers) en is lid van de European Cyclists' Federation.
In 1995 werd de vzw opgericht in Brussel om te ijveren voor een fietsvriendelijker beleid. In 2000 werd de maatschappelijke zetel overgeplaatst naar Antwerpen en in 2001 werd met Fietsersbond Brussel een aparte vzw opgericht. In 2009 werd die aparte structuur opgedoekt en ging de Brusselse werking op in de moedervereniging. In 2013 werd de maatschappelijke zetel terug overgeplaatst naar Brussel.
In 2015 telde de vereniging 4.605 gezinsleden, 1.583 individuele leden en 68 actieve lokale groepen vrijwilligers. 
Het aantal frequente fietsers in België wordt op 5 miljoen geschat. Het centraal secretariaat op de Oude Graanmarkt in Brussel stelt twaalf mensen te werk.
De Fietsersbond ijvert voor een fietsvriendelijke infrastructuur. Sinds 2008 brengt ze het comfort van fietspaden in kaart zodat overheden de kwaliteit van de fietsinfrastructuur kunnen verbeteren waar nodig. De vereniging pleit voor samenhangende en herkenbare fietsroutes en geeft aanbevelingen rond degelijke fietsenstallingen, fietsvriendelijke kruispunten, autoluwe kernen en een doordachte ruimtelijke ordening. Zo stimuleert ze de fietsstraat en verkreeg in februari 2012 dat fietsers bij rood licht in welbepaalde gevallen rechtsaf of rechtdoor mogen rijden. Het volgend doel een maximumsnelheid van 30 km/u in elke bebouwde kom. De Fietsersbond ijvert voor kwaliteitsnormen voor fietsen en voor een fietsvriendelijke fiscaliteit. Ze is tegen een mogelijke wettelijke verplichting om een fietshelm te dragen. Ze ijverde voor een verplichte fietsvergoeding voor woon-werkverkeer.